# Instituto Nacional para la Educación de los Adultos
El Instituto Nacional para la Educación de los Adultos (INEA) es una organización pública descentralizada de la administración pública federal mexicana, agrupado en el sector coordinado por la Secretaría de Educación Pública, con personalidad jurídica y patrimonio propio, creado por decreto presidencial el 31 de agosto de 1981.
El INEA desarrolla modelos educativos, materiales didácticos, sistemas para la evaluación del aprendizaje, realiza investigaciones para fortalecer la educación con personas jóvenes y adultas, y certifica la educación básica para aquellos que no hayan cursado o concluido dichos estudios en los términos del artículo 43 de la Ley General de Educación que establece que la educación para adultos está destinada a individuos de 15 años o más que no hayan cursado o concluido la educación primaria y secundaria y ya no pueden incorporarse al sistema escolarizado. Esta educación se presta a través de los servicios de:
- Alfabetización
- Educación primaria
- Educación secundaria
- Formación para el trabajo con las particularidades adecuadas a dicha población.

## Estructura Operativa
Existen 26 institutos estatales para la educación de los adultos (IEEA) y seis Unidades de Operación.
| Acrónimo | Nombre del Instituto                                                                                                   |
| -------- | --- |
| INEPJA   | Instituto para la Educación de las Personas Jóvenes y Adultas de Aguascalientes                                        |
| INEA     | [http://bajacalifornia.inea.gob.mx/ Unidad de Operación del INEA en el Estado de Baja California                       |
| IEEA     | Instituto Estatal de Educación para los Adultos en Baja California Sur                                                 |
| IEEA     | Instituto Estatal de la Educación para los Adultos de Campeche                                                         |
| IEEA     | Instituto Estatal de Educación para los Adultos de Coahuila                                                            |
| IEEA     | Instituto Estatal de Educación para los Adultos de Colima                                                              |
| IEEA     | Instituto Estatal de Educación para los Adultos de Chiapas                                                             |
| ICHEA    | Instituto Chihuahuense de Educación para los Adultos                                                                   |
| INEA     | [https://web.archive.org/web/20140201195440/http://df.inea.gob.mx/ Unidad de Operación del INEA en la Ciudad de México |
| IDEA     | Instituto Duranguense de Educación para los Adultos                                                                    |
| INAEBA   | Instituto de Alfabetización y Educación Básica para Adultos de Guanajuato                                              |
| IEEJA    | Instituto Estatal para la Educación de Jóvenes y Adultos de Guerrero                                                   |
| IHEA     | Instituto Hidalguense para la Educación de los Adultos                                                                 |
| INEEJAD  | Instituto Estatal para la Educación de Jóvenes y Adultos de Jalisco                                                    |
| INEA     | [http://edomex.inea.gob.mx/ Unidad de Operación del INEA en el Estado de México                                        |
| INEA     | [http://michoacan.inea.gob.mx/ Unidad de Operación del INEA en el Estado de Michoacán                                  |
| IEEA     | Instituto Estatal de Educación para los Adultos de Morelos                                                             |
| INEA     | Instituto Nayarita de Educación para Adultos                                                                           |
| INEA     | [http://nuevoleon.inea.gob.mx/ Unidad de Operación del INEA en el Estado de Nuevo León                                 |
| IEEA     | Instituto Estatal de Educación para los Adultos de Oaxaca Archivado el 17 de febrero de 2014 en Wayback Machine.       |
| IEEA     | Instituto Estatal de Educación para los Adultos de Puebla                                                              |
| INEA     | [http://queretaro.inea.gob.mx/ Unidad de Operación del INEA en el Estado de Querétaro                                  |
| IEEA     | Instituto Estatal de Educación para los Adultos de Quintana Roo                                                        |
| IEEA     | Instituto Estatal de Educación para Adultos de San Luis Potosí                                                         |
| ISEA     | Instituto Sinaloense de Educación para los Adultos                                                                     |
| ISEA     | Instituto Sonorense de Educación para los Adultos                                                                      |
| IEAT     | Instituto de Educación para Adultos de Tabasco                                                                         |
| ITEA     | Instituto Tamaulipeco de Educación para los Adultos Archivado el 17 de junio de 2021 en Wayback Machine.               |
| ITEA     | Instituto Tlaxcalteca para la Educación de los Adultos                                                                 |
| IVEA     | Instituto Veracruzano de Educación para los Adultos                                                                    |
| IEAEY    | Instituto de Educación para los Adultos del Estado de Yucatán                                                          |
| IZEA     | Instituto Zacatecano de Educación para los Adultos                                                                     |

### Unidades de Operación
Las Unidades de Operación son las representaciones del Instituto Nacional para la Educación de los Adultos, que de manera desconcentrada son responsables de la operación de los servicios de educación que presta el Instituto en las Entidades Federativas que no han participado en el Convenio de Coordinación para la Descentralización de los servicios educativos.

### Instituto Estatal de Educación para Adultos (IEEA)
Los Institutos Estatales son los organismos públicos descentralizados de los gobiernos de los Estados, con personalidad jurídica y patrimonios propios, responsables de la educación de adultos en las entidades federativas, que participaron en el Convenio de Coordinación para la Descentralización de los servicios educativos.

### Coordinación de Zona
Unidad administrativa institucional de un IEEA o Delegación del INEA, responsable, dentro de un ámbito territorial específico, de la promoción, incorporación y atención a educandos y figuras solidarias; de la prestación de los servicios educativos, de acreditación y certificación de conocimientos; de la dotación de los apoyos y materiales para que funcionen dichos servicios, y de la información y documentación derivada de los mismos.

### Plaza Comunitaria
Espacio educativo abierto a la comunidad, cuenta con tres salas importantes, la sala presencial, la sala de cómputo y la sala audiovisual, Internet, discos compactos, videos y libros, así como servicio de asesoría educativa, para que las personas aprendan, se desarrollen, acrediten y certifiquen su educación básica.

### Círculo de Estudio
Grupo de educandos que se reúnen para estudiar y aprender, apoyados por un asesor educativo solidario, en un horario convenido entre ellos.

### Punto de Encuentro
Unidad operativa abierta a la población objetivo, que cuenta con servicios educativos integrales, incluidos en la sede de aplicación, que se ubica en un lugar físico estable, reconocido y avalado por el IEEA o INEA. Debe mantener en el domicilio registrado un promedio mínimo de atención de 40 educandos activos en el medio urbano y de 20 educandos activos en el medio rural; al menos la tercera parte de ellos acreditando exámenes mensualmente.

### Persona Educanda
Persona que recibe algún servicio educativo del INEA.

### Figuras solidarias
Personas de la sociedad civil que, voluntariamente, y sin establecer ninguna relación laboral con el INEA, con las delegaciones o con los IEEA, participan a través de los patronatos que conforman la red solidaria, apoyan las tareas educativas, de promoción u operativas, en beneficio directo de las personas jóvenes y adultas atendidas en el programa.

### Alfabetizador
Figura solidaria que facilita el aprendizaje de la lectura, escritura y las matemáticas básicas con el módulo La palabra.

### Alfabetizador bilingüe
Figura solidaria que habla, lee y escribe tanto en español como su lengua materna y facilita el aprendizaje de la lectura y escritura de las personas jóvenes y adultas en su lengua indígena y español, a través de los módulos: Empiezo a leer y escribir mi lengua; Hablemos español y Empiezo a leer y escribir en español.http://www.inea.gob.mx/index.php/inicio-portal-inea/mevyt/eadulmevytindbc.html

### Asesor
Denominación genérica para referirse a las figuras solidarias que facilitan el aprendizaje, tales como: asesores educativos, asesores educativos bilingües, Orientadores Educativos de grupo, Orientadores Educativos para personas en condición de discapacidad y auxiliares intérpretes y Técnicos docentes.

### Asesor educativo
Figura solidaria que apoya al área de servicios educativos o a la Dirección Académica en los procesos de organización, tutoría, supervisión y seguimiento de usuarios de la formación, círculos de estudio o asesores. Participa en acciones de formación, presencial o a distancia.

### Asesor educativo bilingüe
Figura solidaria que habla, lee y escribe tanto en español como su lengua indígena de origen, con las que facilita el aprendizaje de los educandos pertenecientes a su propio grupo indígena, a través de la motivación, el apoyo académico y la retroalimentación continua para mantener su participación en el estudio, sobre todo de forma grupal. Participa en programas de formación.

### Auxiliar Intérprete
Figura solidaria hispanohablante que colabora como asistente de grupo del asesor bilingüe para la enseñanza y reforzamiento del español como segunda lengua.

### Orientador educativo de grupo
Figura solidaria que facilita el aprendizaje de varios educandos con características similares (estudiantes de la primaria 10-14, con discapacidad o jornaleros agrícolas), siempre que estén conformados en grupo, a través de la motivación, la orientación académica y la retroalimentación continua para mantener su participación en el estudio.

### Orientador educativo para personas con discapacidad
Figura solidaria que facilita el aprendizaje de personas que se encuentran en situaciones de discapacidad, tales como: visual, motriz, auditiva y del lenguaje, mental y enfermedades que impiden al individuo movilizarse para realizar sus estudios.

### Técnico Docente
Trabajadores responsables de planear, organizar, coordinar, instrumentar, vincular, implementar, supervisar, promover, difundir, ejecutar y dar seguimiento a los servicios que ofrece el INEA e IEEA, en las tareas geográficas que les son asignadas, de conformidad con los lineamientos de operación y el Contrato Colectivo de Trabajo.

## Programa educativo
Desde el año 2005 el Modelo Educativo para la Vida y el Trabajo (MEVyT) es el programa educativo del INEA (MEVyT) que tiene como propósito principal ofrecer a las personas una educación básica vinculada con temas y opciones de aprendizaje, basados en las necesidades e intereses de la población por atender, de forma que les sirva para desarrollar los conocimientos y competencias necesarios para desenvolverse en mejores condiciones en su vida personal, familiar, laboral y social, elevar su calidad de vida y autoestima, así como la formación de actitudes de respeto y de responsabilidad.
El MEVyT se imparte a través de módulos básicos y diversificados que abordan diferentes temas vinculados con la vida cotidiana, aportando también el sentido práctico al aprendizaje.

### Vertientes

#### MEVyT para hispano hablantes
Concentra la mayor parte de la atención en el país. Con esta vertiente se atiende también a las comunidades mexicanas en el exterior.

#### MEVyT 10-14
Es una oferta acotada del MEVyT hispanohablante que se centra en las características y necesidades educativas de niños y jóvenes entre los 10 y los 14 años de edad que no pudieron concluir su primaria por situaciones de salud o reclusión en centros de readaptación social.

#### MEVyT Indígena Bilingüe (MIB)
El MIB está dirigido a las poblaciones hablantes de las diferentes lenguas indígenas (HLI), que toma en cuenta las características lingüísticas de los educandos, sobre todo para su alfabetización o nivel inicial. El MIB se caracteriza por realizar la alfabetización en la lengua materna, a fin de que sea más fácil transferir esa capacidad y fomenta un aprendizaje bilingüe considerando el español como segunda lengua. Por ello, la atención educativa debe ser realizada por asesores bilingües locales, desde la alfabetización hasta la secundaria. http://www.inea.gob.mx/index.php/inicio-portal-inea/mevyt/eadulmevytindbc.html
En el año 2011 este modelo educativo obtuvo el Premio Rey Sejong que otorga la Organización de las Naciones Unidas para la Educación, la Ciencia y la Cultura (UNESCO), en materia de alfabetización, como reconocimiento a la eficiencia en este rubro. El INEA lo obtuvo por su trabajo de alfabetización bilingüe en 42 comunidades indígenas del país.

#### MEVyT para débiles visuales
Está dirigido a personas ciegas o débiles visuales que no han iniciado o concluido su educación primaria o secundaria. Es una opción educativa con materiales y estrategias didácticas de apoyo, adaptada a sus características, que requiere asesoría y espacios adecuados de aprendizaje para que puedan iniciar, continuar o concluir sus estudios.

#### MEVyT en línea
El MEVyT en línea es la modalidad electrónica del MEVyT que te permite estudiar de manera gratuita, la primaria o secundaria.
Su principal característica es la facilidad de estudiar desde una Plaza comunitaria, tu casa, trabajo, o cualquier lugar que cuente con una computadora y conexión a Internet.

## Antecedentes de la educación para adultos[9]
En México, particularmente a partir de su vida independiente (1810), una de las preocupaciones constantes fue la de educar a sus habitantes. Los métodos pedagógicos de buena parte del siglo XVIII y XIX habían dado prioridad a la lectura sobre la escritura, motivo por el cual, las pocas personas que tenían acceso a la educación, en muchos casos eran capaces de leer pero no siempre de escribir. La heterogeneidad del país, tanto en razas como en lenguas, aunado a una geografía de difícil acceso y movilidad, y otras variables, hicieron que los intentos por engrosar el número de mexicanos capaces de leer, escribir o hacer cuentas fuera siempre muy limitado. Fue hasta el siglo XX, especialmente en los años veinte, cuando los esfuerzos por alfabetizar consiguieron triunfos importantes.

"En 1814, debido al ambiente democrático propiciado por las Cortes de Cádiz, se abrió en México, la primera escuela de alfabetización para gente mayor, la Academia de Primeras Letras para Adultos […] El maestro Antonio Mateos enseñaba dos horas cada noche a los adultos y espera que aprendieran a leer en seis meses."
Dorothy Tanck de Estrada, La Enseñanza de la Lectura en México y de la Escritura en la Nueva España, 1700-1821

### Durante elPorfiriato(1876 – 1911)
Se realizaron diversos esfuerzos en favor de la educación, sin embargo, el alto índice de analfabetismo (sólo el 18% de la población era considerada alfabeta, según los datos del primer censo de población de 1895); las condiciones económicas inestables, derivadas de un pasado reciente de guerras intestinas e invasiones; las normas e ideales que regían los papeles que cada hombre y mujer deberían representar según su estrato social, entre otros muchos factores más, fueron en muchos casos el impedimento para que aquellos planes y programas educativos no lograran llegar al grueso de la población o se circunscribieran al ámbito de los centros urbanos de mayor densidad, siendo una minoría la que resultaba beneficiada. Una de las figuras relevantes del periodo fue Justo Sierra Méndez, el primer titular de la Secretaría de Instrucción Pública y Bellas Artes (1905).

### Durante el gobierno deÁlvaro Obregón(1920 – 1924)
El Secretario de Educación Pública, José Vasconcelos (1921 – 1924), fue un importante actor en la puesta en marcha y desarrollo de los planes por educar al mayor número de mexicanos. Se fundaron las Escuelas Rurales y las Misiones Culturales con la finalidad de ofrecer educación a los trabajadores indígenas y campesinos excluidos de los servicios regulares. En esos años tuvo lugar una gran movilización social. Se señala este esfuerzo como el inicio, en forma, de las campañas de alfabetización.

### Durante el gobierno deManuel Ávila Camacho(1940 – 1946)
Se ensayaron diferentes modalidades educativas y siendo Jaime Torres Bodet, Secretario de Educación Pública (1943 – 1946), se realizó una campaña alfabetizadora similar a la que antes emprendiera Vasconcelos. Se reformaron las leyes en la materia y se estableció que toda persona que supiera leer tenía la obligación de enseñar a una que no supiera.
En esos años se restablecieron las Misiones Culturales, la reformulación constante de las leyes referentes a la educación para combatir el analfabetismo, la creación de Dirección General de Alfabetización y Educación Extraescolar, la precisión respecto del carácter permanente de las campañas de alfabetización, así como la creación de internados, brigadas, comunidades de promoción y la Procuraduría de Asuntos Indígenas, iniciándose el desarrollo de una metodología y la elaboración de materiales en las diferentes lenguas indígenas, con la finalidad de extender la alfabetización hacia esta población.
A finales de los años cuarenta se creó el Instituto Nacional Indigenista, como grupo consultivo que debía asesorar al gobierno federal. En el mismo periodo México participó en la constitución de la Organización de las Naciones Unidas para la Educación, la Ciencia y la Cultura (UNESCO) y con el apoyo de este se realizaron dos proyectos: el “Ensayo Piloto de Educación Básica” y la creación del Centro de Cooperación Regional para la Educación de Adultos en América Latina y el Caribe (CREFAL), con sede en Pátzcuaro, Michoacán, en 1950.

### Durante el gobierno deAdolfo López Mateos(1958 – 1964)
Se creó el “Plan 11 años” y se elaboró una cartilla para alfabetizar, indistintamente, a niños y adultos, con el objetivo de enseñar los conocimientos básicos de manera sencilla. En este periodo se instituye el Libro de Texto Gratuito. Por primera vez participan los medios de comunicación en apoyo a la educación, a través de programas de radio y televisión.

### Durante el gobierno deGustavo Díaz Ordaz(1964 – 1970)
Se llevó a cabo una nueva campaña de alfabetización que dio prioridad a la educación de los niños y menores de 15 años analfabetas; se dejó en segundo término a los adultos de hasta 50 años de edad.

### Durante el gobierno deLuis Echeverría Álvarez(1970-1976)
Se elaboró la Ley Federal de Educación (1973) donde se adopta la definición de educación como institución del bien común y se organizó al sistema educativo nacional para establecer nuevas bases que impulsaron los derechos de todos los habitantes del país para recibir educación. La Secretaría de Educación Pública a través de la Dirección General de Planeación Educativa promueve el sistema abierto entre los adultos. Esta propuesta estuvo a cargo del Centro para el Estudio de Medios y Procedimientos Avanzados de la Educación (CEMPAE) en donde se desarrollaron los materiales de la Primaria Intensiva para Adultos (PRIAD). En 1975 se promulga la Ley Nacional de Educación para Adultos que regula la educación de los individuos mayores de 15 años que no han cursado o concluido la primaria o secundaria. Esta educación fue concebida como educación extra escolar, basada en la enseñanza autodidacta y de solidaridad social.

### Durante el gobierno deJosé López Portillo(1976-1982)
En 1978 el licenciado Fernando Solana da inició al proyecto denominado "Educación para Todos" que tuvo como objetivo asegurar a todos los mexicanos el uso del alfabeto y la educación fundamental para mejorar por sí mismos, su calidad de vida. El proyecto comprendió tres programas específicos: Primaria para todos los niños; Castellanización y Educación para Adultos.
Si bien la educación para adultos fue prioritaria durante los primeros años del sexenio, los resultados fueron pocos significativos, por lo que en abril de 1981 se pone en marcha el Programa Nacional de Alfabetización (PRONALF), para la operación del programa se implementó el método de alfabetización La palabra generadora, basado en las ideas y propuestas de Paulo Freire. Por otra parte, también se vigiló la etapa de la pos-alfabetización dando materiales escritos al adulto y se procurarba iniciarlo en un programa de primaria abierta.

## Centro de Documentación
Con el propósito de brindar a su personal los servicios de información, consulta y difusión del material didáctico, en 1982, el Instituto Nacional para la Educación de los Adultos (INEA) instauró un Centro de Documentación. En sus inicios el Centro de Documentación estaba constituido con un acervo de dos mil títulos referidos a la alfabetización y a la educación primaria para personas jóvenes y adultas, así como otros documentos sobre diversos campos del conocimiento.
Al desaparecer el Centro para el Estudio de Medios y Procedimientos Avanzados de la Educación (CEMPAE) “la mayor parte de su acervo se transfirió al Instituto, incrementándose en poco más de 17 mil volúmenes”. Con la donación del CEMPAE el acervo que albergaba el Centro se diversificó lo que permitió el desarrollo de una colección general y la creación de una colección especializada en educación para adultos, donde sobre salen la primera edición de los materiales de la Primaria Intensiva para Adultos (PRIAD) coordinados por Rosa Luz Alegría, así como las series, las colecciones y los materiales publicados por el INEA a través de sus más de 34 años de funciones.
En el año de 1997, como un homenaje póstumo al fallecimiento del pedagogo brasileño Paulo Freire el Centro de Documentación adopta su nombre.
Actualmente el Centro de Documentación "Paulo Freire" dispone de más 20, 000 volúmenes de los cuales un número importante corresponde a la educación para los adultos y el resto a obras sobre literatura, arte, geografía e historia.

## Reconocimientos

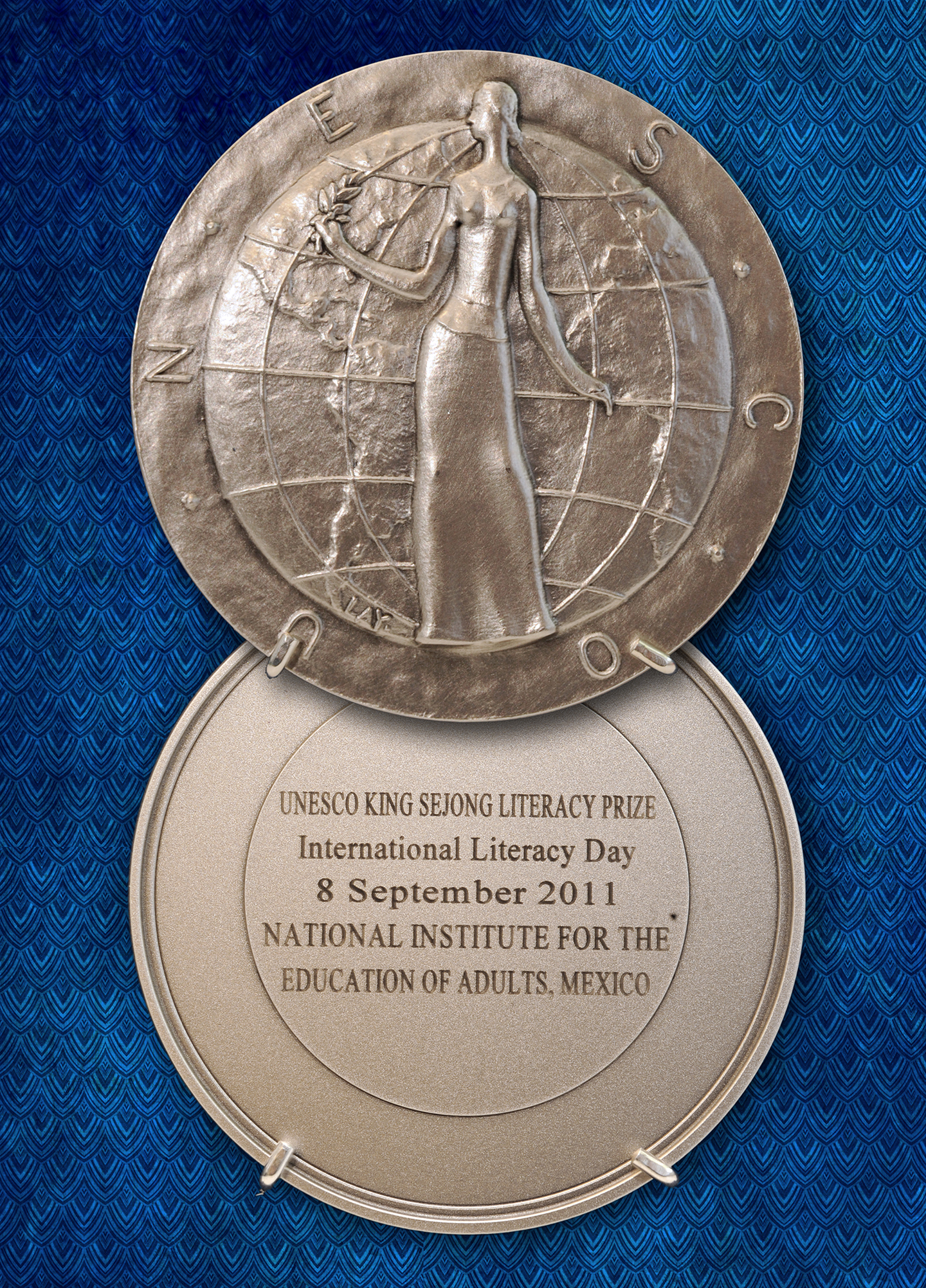
Medalla Rey Sejong UNESCO otorgada al INEA

Desde su creación a la fecha el INEA se ha hecho acreedor a diversos reconocimientos nacionales e internacionales:
- En 1986 la Organización de Naciones Unidas para la Educación, la Ciencia y la Cultura (UNESCO) le otorgó la medalla “Un millón de mexicanos alfabetizados” y la mención de honor del premio Nadezhda K. Krups Kaya, el cual se otorga a proyectos y actividades en el campo de la alfabetización.

- Mientras que en 1988 sus series televisivas “El que sabe…sabe” y “Aprendamos juntos” fueron acreedoras al Calendario Azteca de Oro, que otorga la Asociación Mexicana de Periodismo de Radio y Televisión (CAMPRYT).

- En 1997, la UNESCO le otorgó el Premio Noma, por su trabajo en coordinación con el gobierno del estado de Hidalgo, ya que a través de la Cruzada Estatal de Alfabetización se atendió a más de 200 mil adultos.

- En el año 2002 le fue entregado el Reconocimiento INNOVA, que se otorga a las dependencias y entidades del gobierno Federal por sus avances en materia de innovación y mejora en la calidad del servicio que ofrecen, en este caso el uso de la tecnología implementada en el proyecto Plazas Comunitarias.

- En 2008 el INEA obtuvo el Reconocimiento a la Mejora de la Gestión que la Secretaría de Educación Pública (SEP) le otorgó por la innovación tecnológica aplicada a los educandos que buscan concluir nivel educativo mediante el Sistema Automatizado de Seguimiento y Acreditación (SASA) en Línea.

- En el mismo año, el gobierno de la República de Chile consideró al Sistema Automatizado de Seguimiento y Acreditación (SASA) en materia de exámenes en línea.

- En 2009 el Instituto Nacional para la Educación de los Adultos obtuvo la certificación ISO 9001 que le otorgó el organismo certificador ATR American

- En 2010, la Presidencia de la República, por medio de la Secretaría de Educación Pública (SEP), otorgó el premio a la Mejora de la Gestión al INEA por las aportaciones del Sistema Automatizado de Seguimiento y Acreditación (SASA). Ese mismo año, el INEA obtuvo el reconocimiento al “Mejor Portal Educativo” otorgado por Presidencia por todas las facilidades que brinda para su consulta y uso a los usuarios.

- En 2011, el Instituto Nacional para la Educación de los Adultos recibió Mención Honorífica por parte del Consejo Nacional de Evaluación de la Política de Desarrollo Social (CONEVAL), por la realización de buenas prácticas en la administración pública, al monitorear continuamente la formación del personal que desarrolla alguna actividad en el Instituto.

- Para 2011, la Organización de las Naciones Unidas para la Educación, la Ciencia y la Cultura (UNESCO), otorgó al INEA el Premio Rey Sejong, por los programas de alfabetización bilingüe que ofrece a través del Modelo de Educación para la Vida y el Trabajo Indígena Bilingüe (MIB). Ese mismo año el Proyecto de Valoración Diagnóstica y el Registro Automatizado de Formación (RAF), fueron reconocidos con Mención Honorífica por el Consejo Nacional de Evaluación de la Política de Desarrollo Social (Coneval).

## Directores
| Director                       | Periodo                                         |
| ------------------------------ | ----------------------------------------------- |
| Miguel Alonzo Calles           | 1 de octubre de 1981 - 30 de enero de 1984      |
| Fernando Rosenzweig Hernández  | 1 de febrero de 1984 - 15 de octubre de 1985    |
| Fernando Zertuche Muñoz        | 16 de octubre de 1985 - 30 de noviembre de 1988 |
| Fernando Pérez Correa          | diciembre de 1988 - 31 de diciembre de 1993     |
| Filiberto Cepeda Tijerina      | 1 de enero - 31 de diciembre de 1994            |
| Javier López Moreno            | 1 de enero de 1995 - enero de 1996              |
| José Antonio Carranza Palacios | 1 de enero de 1996 - 30 de abril de 2001        |
| Ramón de la Peña Manrique      | 1 de mayo de 2001 - 30 de abril de 2006         |
| Ciro Adolfo Suárez Martínez    | 1 de abril de 2006 - 12 de diciembre de 2006    |
| María Dolores del Río Sánchez  | 13 de diciembre de 2006 - 20 de agosto de 2008  |
| Juan de Dios Castro Muñoz      | 1 de febrero de 2009 - enero de 2013            |
| José Regino López Acosta       | 2013                                            |
| María de los Ángeles Errisúriz | 2013                                            |
| Alfredo Llorente Martínez      | 8 de julio de 2013 - enero de 2016              |
| Mauricio López Velázquez       | 6 de enero de 2016 - febrero de 2018            |
| Gerardo Molina Álvarez         | 7 de febrero de 2018 - 30 de noviembre de 2018  |
| Marcos Augusto Bucio Mújica    | 1 de diciembre de 2018 - 15 de marzo de 2019    |
| Rodolfo Lara Ponte             | 22 de julio de 2019 -15 de marzo de 2021        |
| Teresa Reyes Sahagún           | Marzo de 2021 - 23 de octubre de 2023           |
| Ixchel George Hernández        | Noviembre del 2023 - actualmente                |